# Les Regrets (film)
Pour les articles homonymes, voir Regret.
Pour plus de détails, voir Fiche technique et Distribution.
Les Regrets est un film français réalisé par Cédric Kahn, sorti en 2009.

## Synopsis
Mathieu, architecte, quitte Paris en urgence, appelé au chevet de sa mère mourante. Dans la petite ville de Bretagne, entre l'hôpital et la maison d'enfance déserte, il attend que sa femme, Lisa, le rejoigne. Par hasard, dans la rue, il retrouve Maya, son amour de jeunesse qu'il a quittée quinze ans auparavant. Quelques mots suffisent à réveiller une passion restée intacte. Les anciens amants nouent une liaison même si Franck, le mari de Maya, semble comprendre que le retour de Mathieu bouleverse son épouse. Durant l'agonie de sa mère et à sa mort, Mathieu peut compter sur le soutien de Lisa et les liens du couple légitime se renforcent. Mathieu et Lisa rentrent à Paris, plus complices que jamais. Ils s'investissent pleinement dans le cabinet d'architecture qu'ils partagent. Quelques mois ont passé. Maya vient à Paris et appelle Mathieu, qui abandonne une réunion importante pour la rejoindre. Maya l'obsède. La passion devient impossible à dompter.

## Fiche technique
Source : IMDb, sauf mention contraire
- Réalisation et scénario : Cédric Kahn
- Producteurs : Kristina Larsen, Gilles Sandoz
- Musique : Philip Glass
- Directeur de la photographie : Céline Bozon
- Distribution des rôles : Stéphane Batut et Antoinette Boulat
- Création des costumes : Isabelle Pannetier
- Société de production : Les Films du Lendemain
- Société de distribution : Mars Distribution
- Format :  couleur - 1,85:1 - 35 mm -  Son Dolby Digital
- Pays d'origine :  France
- Genre : drame et romance
- Durée : 105 minutes
- Date de sortie :	
  -  France : 2 septembre 2009

## Distribution
- Yvan Attal : Mathieu Liévin
- Valeria Bruni Tedeschi : Maya
- Arly Jover : Lisa
- Philippe Katerine : Franck
- François Négret : Antoine, le frère fauché de Mathieu